# Hueste cosaca
Una hueste cosaca o voysko cosaco (казачье войско, kazáchye voysko, a veces traducido incorrectamente como Armada Cosaca) era una subdivisión administrativa de los cosacos en la Rusa Imperial. Se componía de ciertos territorios con asentamientos cosacos que tenían que proveer regimientos militares para servir en la Armada Imperial Rusa y para patrullar la frontera. Normalmente las huestes debían su nombre a las regiones de su localización. Los stanitsa (o pueblo) formaban la unidad primaria de su organización.
En el Imperio ruso, los cosacos constituían once huestes separadas, asentadas a lo largo de las fronteras: la Hueste de Cosacos del Don, la Hueste de Cosacos del Kubán, la Hueste de Cosacos del Térek, la Hueste de Cosacos de Astracán, la Hueste de Cosacos del Ural, la Hueste de Cosacos de Orenburgo, la Hueste de Cosacos de Siberia, la Hueste de Cosacos de Semirechye, la Hueste de Cosacos de Transbaikal, la Hueste de Cosacos del Amur y la Hueste de Cosacos del Ussuri. También había un pequeño número de cosacos en Krasnoyarsk e Irkutsk, quienes formarían la Hueste de Cosacos del Yeniséi y el Regimiento de Cosacos de Irkutsk del Ministerio del Interior en 1917.
Muchas de las huestes cosacas lucharon en la guerra civil rusa ya fuese por independizar sus territorios o apoyando a las fuerzas del movimiento blanco. En el caso del Ejército Rojo, acabaron organizando una hueste cosaca en 1919, que sería conocida como «la Caballería Roja» por el nombre con el que Isaak Bábel titularía la obra donde inmortalizaría sus hazañas contra los cosados del Don y de Kubán.
Las huestes cosacas en territorio ruso fueron disueltas en 1920, al final de la guerra civil rusa. Aquellos cosacos que se asentaron en el extranjero continuaron preservando las tradiciones de sus huestes (como en el caso de la Unión Cosaca Triunida Don-Kubán-Térek). 